# 29年
| 千纪： | 1千纪                                                                                |
| 世纪： | 前1世纪 \| 1世纪 \| 2世纪                                                            |
| 年代： | 前0年代 \| 0年代 \| 10年代 \| 20年代 \| 30年代 \| 40年代 \| 50年代                   |
| 年份： | 24年 \| 25年 \| 26年 \| 27年 \| 28年 \| 29年 \| 30年 \| 31年 \| 32年 \| 33年 \| 34年 |
| 纪年： | 东汉建武五年；公孙述龙兴五年                                                         |

## 大事记
- 東漢平定梁郡的劉永、琅邪的張步、黎丘的秦豐、漁陽的彭寵。
- 匈奴扶植盧芳為漢帝，割據五原、朔方、雲中、定襄、雁門等五郡，都九原（今內蒙古包頭市西南）。
- 百濟第二代王多婁王即位。

## 各国领袖

### 非洲
- 库施
  - 国王：Shorkaror（20年－30年）
- 毛里塔尼亚
  - 国王：Ptolemy（23年－40年）

### 亚洲
- 中国
  - 东汉：
    - 皇帝：汉光武帝（25年－57年）

  - 割据势力：秦丰、隗嚣、李宪、田戎、刘纡、董宪、张步、公孙述、彭宠、延岑、庞萌、卢芳
- 匈奴
  - 单于：呼都而尸道皋若鞮单于（18年－46年）
- 朝鲜
  - 百济：
    - 国王：多娄王（28年－77年）

  - 高句丽：
    - 国王：大武神王（18年－44年）

  - 新罗：
    - 国王：儒理尼师今（24年－57年）
- 贵霜帝国
  - 翕侯：赫拉欧斯（1年－30年）

### 欧洲
- 阿特雷巴特
  - 国王：Verica（15年－40年）
- 卡图维勒尼
  - 国王：Cunobelinus（9年－40年）
- 高加索伊比里亚
  - 国王：Aderk（前2年－30年）
- 罗马帝国
  - 皇帝：提比略（14年－37年）

### 中东
- 奈巴提亚
  - 国王：Aretas IV Philopatris（前9年－40年）
- 奥斯若恩
  - 国王：Abgar V（13年－50年）
- 安息
  - 国王：阿尔达班三世（10年－38年）

## 逝世
- 莉薇婭，奧古斯都的妻子